# RSD-10
El RSD-10 (en ruso: РСД-10;  código GRAU: 15Zh45, código OTAN: SS-20 Saber) es un misil de alcance medio (IRBM) fabricado para el ejército soviético, con una envergadura de tres ojivas nucleares, químicas o convencionales de reentrada múltiple independiente.

## Historia
Desplegado en la década de los años 1980 como medio ofensivo y defensivo contra Europa Occidental. Para julio de 1981 se fabricaron cerca de 250 de los cuales 170 apuntaban a países de la OTAN.
Derivado del misil RT-21, también se le conoció por el nombre de éste: RT-21M Pioneer. Fue presentado al ejército en 1968 y entró en servicio en 1976.
En total se fabricaron 654 misiles, con 499 lanzadores móviles. Todos estos fueron destruidos en 1991 de acuerdo al tratado de armas intermedias firmado por la URSS y los Estados Unidos. Se conservan 15 RSD-10 y Pershing II como recuerdo de este acuerdo. Un Misil RSD-10 puede ser visto en el Museo de la Gran Guerra Patriótica, en Kiev, Ucrania y otro en el museo Smithsonian sobre el Aire y el Espacio en Washington D. C.

## Usos
Los RSD-10 se agruparon en seis bases principales ubicadas en tres zonas de la Unión Soviética occidental y al este de los Urales. La presencia de estos misiles y de los Pershing II estadounidenses fue uno de los principales factores de inquietud y desestabilización durante la Guerra Fría, siendo objeto de numerosas protestas pacifistas.

## Estado actual
72 de los misiles fueron destruidos siendo lanzados al Océano desde Krasnoyarsk, varios inspectores de Estados Unidos presenciaron el lanzamiento.

## Características técnicas
- Tiene un alcance de 6.000 km y una velocidad del orden de 20.000 km/h.
- Su trayectoria es semiorbital.
- Cada ojiva tiene una potencia mínima de 150 kilotones; algunos reportes indican un máximo de 1,5 megatones en total.
- Es de orden táctico, y su contrapartida estadounidense fue el misil MGM-31 Pershing.